# Julius Gawlik

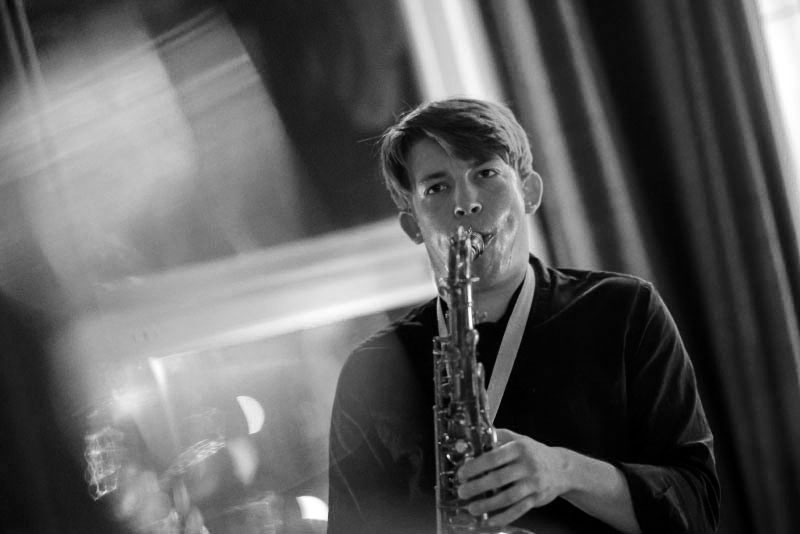
Julius Gawlik (2020)

Julius Gawlik (* 1997 in Halle (Saale)) ist ein deutscher Jazzmusiker (Tenor- und Sopransaxophon, Klarinette, Flöte). Mit 23 Jahren wurde er das jüngste Mitglied der NDR Bigband.

## Leben und Wirken
Gawlik, der in Landau in der Pfalz aufwuchs, lernte mit zwölf Jahren Klarinette; ein Jahr später kam das Saxophon hinzu. Er spielte zunächst in der Schul-Bigband, dann im Landesjugendjazzorchester Rheinland-Pfalz. Als Jungstudent besuchte er die Hochschule für Musik Mainz, später studierte er an der Universität der Künste Berlin. Seit 2012 gehörte er zum Landesjugendjazzorchester Rheinland-Pfalz und 2016/17 zum Bundesjazzorchester. Er tourte auch mit dem Quintett von Frederik Villmow.
Seit August 2021 ist Gawlik als Tenorsaxophonist festes Mitglied der NDR Bigband. Daneben steht er auch mit eigenen Projekten auf der Bühne, etwa in Next Level mit Paul Heller. Er ist auf Alben von Michael Villmow (Verley uns Frieden), Amund Kleppan, Leon Maria Plecity (Otherworld) und Jim Black (Ain’t No Saint, 2023) zu hören.
2014 wurde Gawlik als herausragender Solist mit einem Stipendium der Temple University in Philadelphia ausgezeichnet; 2019 erhielt er den JIB Jazz Preis der Karl Hofer Gesellschaft Berlin.